# Logisk bombe
En logisk bombe er en type trojansk hest, dvs. et skadeligt program, som afvikles, når specielle omstændigheder er til stede. Det kan f.eks. væe en dato, en bestemt tastaturkombination etc., som får den logiske bombe til at udløse en handling som ændrer, sletter eller kopiere data.
| Software | Spire Denne artikel om software og programmering er en spire som bør udbygges. Du er velkommen til at hjælpe Wikipedia ved at udvide den. |